# Vinagre criollo
El vinagre montubio (denominado también como Vinagre Criollo)  es popular en la cocina de la región litoral ecuatoriana donde es común fabricar este vinagre a base del añejamiento y fermentación aeróbica del plátano.

## Características
Se trata de un proceso que empieza cuando se sacan los racimos de plátano y se espera temporalmente el proceso de maduración de la planta en una semana aproximadamente hasta que en su estructura de tonifiquen de un color amarillento perdiéndose la tonalidad originaria del color verde, cuando estas ya se encuentren maduras se les quita la cáscara y se colocan en un recipiente con tapa segura y cuidadosamente sellado, pasando 5 o 4 días más se obtendrá el añejamiento que se de a poco se convierte en un líquido de tez café clara con un olor característico a fermentación de frutas. Pasado ese tiempo se tamiza y se lo coloca en otro recipiente. Se dice que esta tipología de vinagre es muy rica en minerales y carbohidratos debido al origen nutricional del plátano. En Ecuador este vinagre se usa para la condensación de ají, salsas criollas, ensaladas y comida montubia de festividades .
- Datos: Q6163116